# Jeníkov (Ústí nad Labem)
Jeníkov é uma comuna checa localizada na região de Ústí nad Labem, distrito de Teplice.